# Zbigniew Kot
Zbigniew Kot (ur. 11 października 1927, zm. 9 maja 2011 w Krakowie) – polski artysta fotograf, uhonorowany tytułem Artiste FIAP (AFIAP). Członek rzeczywisty i Artysta Fotoklubu Rzeczypospolitej Polskiej (AFRP). Członek rzeczywisty i prezes Zarządu Krakowskiego Klubu Fotograficznego.

## Życiorys
Zbigniew Kot mieszkał i pracował w Krakowie. Jest absolwentem Politechniki Krakowskiej. W 1958 roku został przyjęty do nowohuckiego oddziału Polskiego Towarzystwa Fotograficznego, które w późniejszym czasie przekształciło się w Klub Fotografików (amatorów), będący zalążkiem współczesnego Krakowskiego Klubu Fotograficznego. W latach 1985–1997 pełnił funkcję prezesa Zarządu Krakowskiego Klubu Fotograficznego. W 1992 roku przyznano mu tytuł Honorowego Artysty Fotografa Polskiej Federacji Stowarzyszeń Fotograficznych. Jest laureatem Nagrody Honorowej im. Fryderyka Kremsera. 
W 1998 roku został przyjęty w poczet członków Fotoklubu Rzeczypospolitej Polskiej Stowarzyszenia Twórców. Decyzją Komisji Kwalifikacji Zawodowych Fotoklubu RP, otrzymał dyplom potwierdzający kwalifikacje do wykonywania zawodu artysty fotografa, fotografika (legitymacja nr 084). 
Zbigniew Kot jest autorem i współautorem wielu wystaw fotograficznych; indywidualnych, zbiorowych, poplenerowych, pokonkursowych. Brał aktywny udział (m.in.) w Międzynarodowych Salonach Fotograficznych, organizowanych pod patronatem FIAP, zdobywając wiele akceptacji, medali, nagród, wyróżnień, dyplomów, listów gratulacyjnych. Był członkiem jury w konkursach fotograficznych. Pokłosiem udziału w Międzynarodowych Salonach Fotograficznych (pod patronatem FIAP) było przyznanie mu (w 2010 roku) tytułu honorowego Artiste FIAP (AFIAP) – nadanego przez Międzynarodową Federację Sztuki Fotograficznej FIAP, z siedzibą w Luksemburgu. 
Zbigniew Kot zmarł 9 maja 2011 roku, pochowany w dniu 13 maja na Cmentarzu parafii Matki Bożej Nieustającej Pomocy w Krakowie.

## Odznaczenia
- Medal 150-lecia Fotografii (1989)[4]
- Srebrny Medal „Zasłużony dla Fotografii Polskiej”[14]